# ماتفي جوسيف
ماتفي جوسيف (بالروسية: Гусев, Матвей Матвеевич)‏ (و. 1826 – 1866 م) هو عالم فيزياء فلكية من الإمبراطورية الروسية، ولد في كيروف، كيروف أوبلاست، توفي في برلين، عن عمر يناهز 40 عاماً.

## التعليم
تعلم في جامعة قازان.